# Apache, Oklahoma
Apache là một thị trấn thuộc quận Caddo, Oklahoma, Mỹ. Dân số là 1.444 người theo cuộc điều tra năm 2010.

## Lịch sử
Trước khi mở Khu Bảo tồn Kiowa, Comanche và Apache vào ngày 1 tháng 8 năm 1901, để những người không thuộc dân Da đỏ tới đây định cư không hạn chế, Giám đốc Xổ số Đất đai William A. Richards đã đề nghị dành vùng đất hiện do tộc Apache chiếm giữ đặt làm thị trấn. Richards mong đợi cộng đồng này mang tên "Richards" nhằm vinh danh mình. Thay vào đó, giới quan chức của tuyến đường sắt Chicago, Rock Island and Pacific Railway (Rock Island) định đặt tên cho cộng đồng này là Apache. Một cuộc phân phối đất đai ở Apache được tổ chức vào ngày 6 tháng 8 năm 1901. Theo cuốn Bách khoa toàn thư Lịch sử và Văn hóa Oklahoma, năm xưởng gỗ và sáu quán rượu mở cửa hoạt động trong vòng vài giờ sau cuộc phân phối đất đai. Người dân còn dựng lều làm khu chợ bày bán hàng tạp hóa.
Cộng đồng quyết định tiến hành bầu cử quan chức thành phố đầu tiên của thị trấn trong một cuộc họp ngoài trời vào tối ngày 6 tháng 8 năm 1901. E. E. Blake được bầu chọn làm thị trưởng và F. E. Richey làm thư ký. Các quan chức khác trong thị trấn được bổ nhiệm bao gồm luật sư I. F. Crow và vị thống đốc Sam Wass. Theo đó thì Apache chính thức được thành lập vào ngày 22 tháng 7 năm 1902.

## Địa lý
Apache nằm ở 34°53′41″B 98°21′41″T / 34,89472°B 98,36139°T (34.894638, -98.361371). Thị trấn cách Lawton 23 dặm (37 km) về phía bắc.
Theo Cục Thống kê Dân số Hoa Kỳ, thị trấn này có tổng diện tích 2,0 dặm vuông (5,2 km²), với 2,0 dặm vuông (5,2 km²) là đất và 0,49% là nước.

### Khí hậu
| Dữ liệu khí hậu của Apache, Oklahoma    | Dữ liệu khí hậu của Apache, Oklahoma | Dữ liệu khí hậu của Apache, Oklahoma | Dữ liệu khí hậu của Apache, Oklahoma | Dữ liệu khí hậu của Apache, Oklahoma | Dữ liệu khí hậu của Apache, Oklahoma | Dữ liệu khí hậu của Apache, Oklahoma | Dữ liệu khí hậu của Apache, Oklahoma | Dữ liệu khí hậu của Apache, Oklahoma | Dữ liệu khí hậu của Apache, Oklahoma | Dữ liệu khí hậu của Apache, Oklahoma | Dữ liệu khí hậu của Apache, Oklahoma | Dữ liệu khí hậu của Apache, Oklahoma | Dữ liệu khí hậu của Apache, Oklahoma |
| Tháng                                   | 1                                    | 2                                    | 3                                    | 4                                    | 5                                    | 6                                    | 7                                    | 8                                    | 9                                    | 10                                   | 11                                   | 12                                   | Năm                                  |
| --------------------------------------- | ------------------------------------ | ------------------------------------ | ------------------------------------ | ------------------------------------ | ------------------------------------ | ------------------------------------ | ------------------------------------ | ------------------------------------ | ------------------------------------ | ------------------------------------ | ------------------------------------ | ------------------------------------ | ------------------------------------ |
| Trung bình ngày tối đa °F (°C)          | 49.7 (9.8)                           | 55.2 (12.9)                          | 65.3 (18.5)                          | 74.8 (23.8)                          | 82 (28)                              | 89.8 (32.1)                          | 96.1 (35.6)                          | 94.9 (34.9)                          | 86.4 (30.2)                          | 76.3 (24.6)                          | 62.6 (17.0)                          | 52.2 (11.2)                          | 73.8 (23.2)                          |
| Tối thiểu trung bình ngày °F (°C)       | 26.5 (−3.1)                          | 30.7 (−0.7)                          | 39.5 (4.2)                           | 49.1 (9.5)                           | 57.8 (14.3)                          | 65.9 (18.8)                          | 70.2 (21.2)                          | 69.2 (20.7)                          | 61.8 (16.6)                          | 50.7 (10.4)                          | 39.5 (4.2)                           | 29.8 (−1.2)                          | 49.2 (9.6)                           |
| Lượng Giáng thủy trung bình inches (mm) | 1.1 (28)                             | 1.4 (36)                             | 2.4 (61)                             | 2.6 (66)                             | 5 (130)                              | 3.9 (99)                             | 2 (51)                               | 2.4 (61)                             | 3.8 (97)                             | 2.8 (71)                             | 1.8 (46)                             | 1.2 (30)                             | 30.4 (770)                           |
| Nguồn: Weatherbase.com                  |                                      |                                      |                                      |                                      |                                      |                                      |                                      |                                      |                                      |                                      |                                      |                                      |                                      |

## Nhân khẩu
Theo cuộc điều tra dân số năm 2010, có 1.444 người sống trong thị trấn. Mật độ dân số là 799,0 người trên một dặm vuông (308,9/km²). Có 712 đơn vị nhà ở với mật độ trung bình là 352,0 trên một dặm vuông (136,1/km²). Thành phần sắc tộc của thị trấn này gồm 70,79% người Mỹ da trắng, 0,12% người Mỹ gốc Phi, 25,12% người Mỹ bản địa, 0,25% người Mỹ gốc Á, 0,06% người Mỹ gốc đảo Thái Bình Dương, 0,56% từ các sắc tộc khác và 3,09% từ hai hoặc nhiều sắc tộc. Người Mỹ gốc Tây Ban Nha hoặc gốc Latinh thuộc bất kỳ sắc tộc nào chiếm 3,47% dân số.
Có 646 hộ, trong đó 35,6% có trẻ em dưới 18 tuổi sống cùng, 48,8% là các cặp vợ chồng sống chung, 15,0% có chủ hộ là nữ không có chồng và 31,1% không có gia đình. 27,6% gồm tất cả các hộ gia đình do cá nhân tạo nên, và 15,2% có người sống một mình từ 65 tuổi trở lên. Quy mô hộ trung bình là 2,50 và quy mô gia đình trung bình là 3,06.
Trong thị trấn, dân số được trải đều, với 29,6% dưới 18 tuổi, 9,2% từ 18 đến 24, 26,1% từ 25 đến 44, 19,4% từ 45 đến 64 và 15,7% là 65 tuổi hoặc lớn hơn. Tuổi trung bình là 34 tuổi. Đối với mỗi 100 nữ, có 89,2 nam giới. Cứ 100 nữ 18 tuổi trở lên, đã có 84,7 nam giới.
Thu nhập trung bình cho một hộ gia đình trong thị trấn là 26.953 đô la Mỹ và thu nhập trung bình cho một gia đình là 32.431 đô la Mỹ. Nam giới có thu nhập trung bình là 25.391 đô la Mỹ so với  19.853 đô la Mỹ đối với nữ giới. Thu nhập bình quân đầu người của thị trấn là 12.790 đô la Mỹ. Khoảng 11,4% gia đình và 16,2% dân số dưới ngưỡng nghèo, bao gồm 22,4% những người dưới 18 tuổi và 9,8% những người từ 65 tuổi trở lên.

## Kinh tế
Apache bắt đầu như một trung tâm nông nghiệp, với lúa mì và gia súc là sản phẩm chính, và vẫn giữ nguyên như vậy cho đến nay.
Áo sơ mi rodeo theo kiểu phương Tây Mo Betta được làm ở Apache.

## Tiện ích
- Sở Công chính Apache cung cấp dịch vụ cấp nước, nạo vét hố ga cống rãnh và vệ sinh cho thị trấn.
- Dịch vụ điện do Công ty Dịch vụ Công ích American Electric Power của Oklahoma hoặc CKEnergy Electric Cooperative cung cấp.
- Dịch vụ khí đốt tự nhiên do hãng Oklahoma Natural Gas cung cấp.
- Dịch vụ điện thoại kỹ thuật số và Internet DSL do hãng Pioneer Telephone cung cấp.
- Dịch vụ truyền hình cáp kỹ thuật số do Công ty Cáp Southern Plains cung cấp.

## Danh nhân
- Mildred Cleghorn (1910–1997), nhà sản xuất búp bê và nhà lãnh đạo văn hóa Apache
- Allen Houser (1914–1994), nghệ sĩ Apache (họa sĩ và nhà điêu khắc)
- Lou Kretlow (1921–2007), Cầu thủ ném bóng chày của Liên đoàn Bóng chày Mỹ
- Pascal Poolaw (1922–1967), Anh hùng chiến tranh của người Mỹ da đỏ